# Estaimpuis
Estaimpuis (Niederländisch: Steenput) ist eine Gemeinde in der Provinz Hennegau im wallonischen Teil Belgiens.
Die Gemeinde besteht aus den Ortschaften Estaimpuis, Bailleul, Estaimburg, Évregnies, Leers-Nord, Néchin und Saint-Léger.

## Sehenswürdigkeiten
- St-Leger, gotische Kirche aus dem 13. Jahrhundert

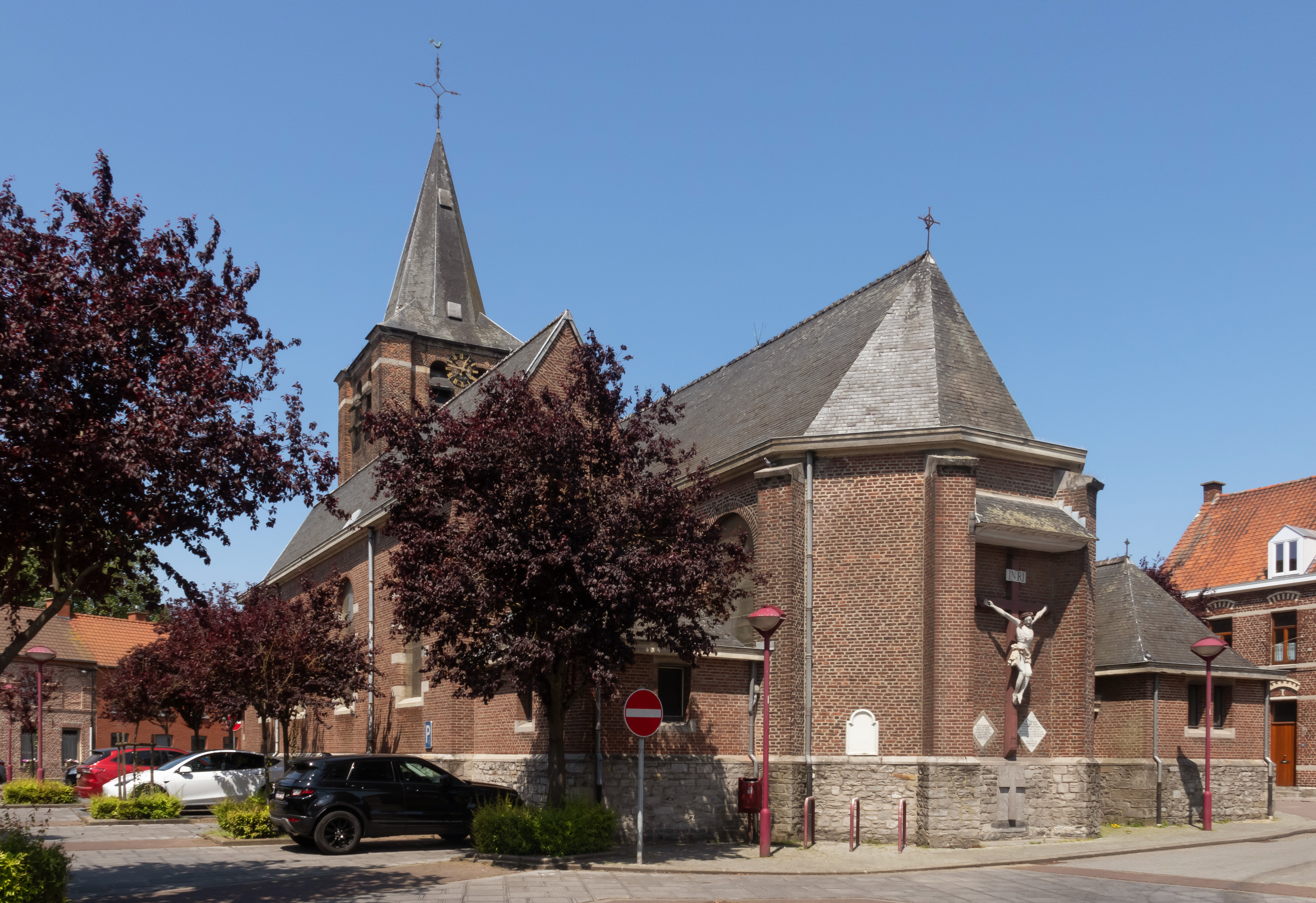
Estaimpuis Kirche: l’église Saint-Barthélemy Estaimpuis

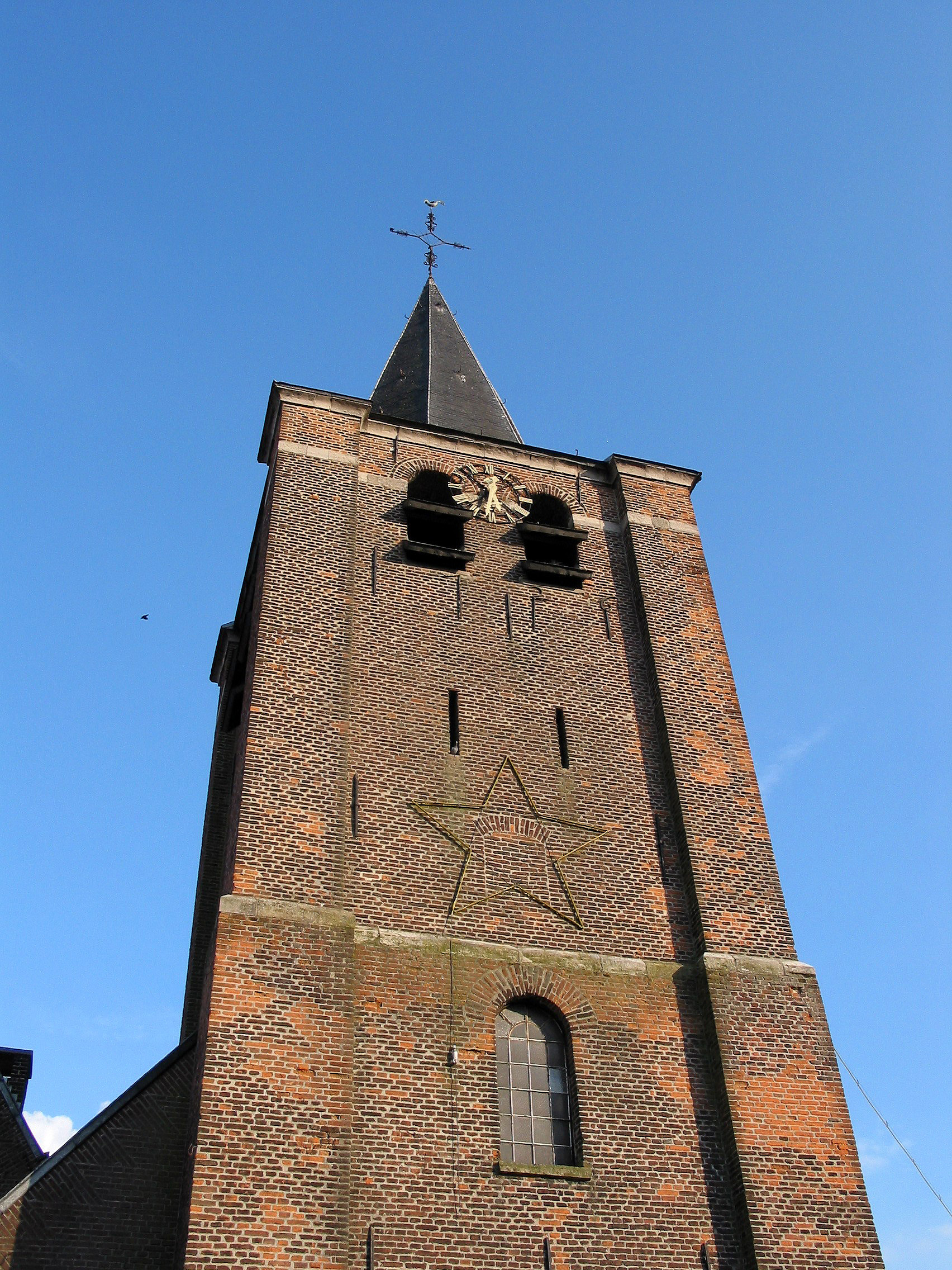
Turm der Kirche Saint-Barthélemy